# Анонимен крадец
„Анонимен крадец“ (на английски: Crooks Anonymous) е името на британски черно-бял филм от 1962 г. с участието на Джули Кристи.

## Сюжет
Внимание:  Текстът по-долу разкрива сюжета на произведението (или части от него)!
Форсдайк (Лесли Филипс) е патологичен крадец, който се подлага на строг поправителен курс, организиран от Организацията на анонимните крадци, чиито членове са крадци, отказали се от престъпния живот. Младата и невинна приятелка на Форсдайк – Бабет (Джули Кристи) се надява той да се поправи и му обещава, че ако това стане, тя ще се омъжи за него. Форсдайк, обаче, губи контрол над себе си, когато се оказва заключен в голям магазин преди Коледа.